# Graziella Pirriatore
Graziella Pirriatore (Agrigento, 28 dicembre 1982) è un arbitro di calcio italiana.

## Biografia
È nata ad Agrigento ma ha vissuto a Naro (AG) fino a quando si è trasferita a Bologna per frequentare l'università.
A Bologna è nata la sua passione per il calcio ed inizia a frequentare le partite casalinghe allo Stadio Renato Dall'Ara.
Proprio al Dall'Ara, incuriosita da un cartello pubblicitario che promuoveva il corso arbitri, decide di provare a diventare arbitro e intraprende un corso dell'Associazione Italiana Arbitri nel 2002.
Le prime gare la vedono impegnata nella direzione di campionati giovanili provinciali, ma già dalle prime fischiate i dirigenti della sezione bolognese intravedono buone potenzialità.
Rimasta ferma per circa un mese per infortunio, coglie una grande occasione. Viene chiamata a sostituire un collega carabiniere in occasione dell'anniversario dei caduti della strage di Nassiriya del 12 novembre 2003 per la partita Esercito Italiano-Carabinieri.
Due esordi in due anni consecutivi. Prima Categoria e Promozione, ma perde due occasioni essendo esclusa ai passaggi per le categorie nazionali.
In seguito viene chiamata a dirigere incontri del campionato italiano femminile di calcio. Durante la stagione 2006-2007 arbitra Galileo Giovolley-Montale, undicesima giornata del girone C di Serie B femminile, dirigendo altri due incontri nella stessa serie nelle sue stagioni successive, passando alla Serie A femminile durante la stagione 2010-2011, debutto il 4 dicembre 2010, 7ª giornata, Reggiana-Firenze 2-1, alternandosi in Serie A2 femminile quella stessa stagione, debutto il 23 gennaio 2011 alla 10ª giornata, Imolese-Grifo Perugia 1-0.
Ma è durante la stagione 2012-2013 che ottiene un significativo riconoscimento nella carriera, diventando arbitro internazionale FIFA. L'esordio a livello continentale avviene il 21 aprile del 2013, nella partita Wolfsburg-Arsenal valida per le semifinali della stagione 2012-2013 della UEFA Women's Champions League.
Il 20 ottobre 2018 torna ad arbitrare una gara del campionato di Serie A femminile, passato sotto l'egida della FIGC, partita valida per la quarta giornata tra Mozzanica e Verona.
Il 3 luglio 2021 viene nominata dal presidente A.I.A. Alfredo Trentalange nuovo presidente del C.R.A. Emilia-Romagna dove rimarrà in carica fino al 30 giugno 2023.